# ワールドカーリングツアージャパン
ワールドカーリングツアージャパン (英語: World Curling Tour Japan、略語: WCT Japan) は、カーリングの国際的な賞金ツアー大会であるワールドカーリングツアーの日本の大会、およびその大会を統括する日本の組織である。

## 概要
ワールドカーリングツアージャパンの組織としての主な役割は、日本におけるワールドカーリングツアーの大会を統括し、本部と連絡や調整および管理することである。チェアマンは、青木学が務める。

## 沿革
- 2018年9月 - 発足[3]。
- 2020年5月 - 第1回オンラインカーリングカップを開催[4]。

## 主な大会
管轄した主な大会は次の通り。
- 第5回盛岡市アイスリンクメモリアルカップ[5]
- どうぎんカーリングクラシック2019[6]
- アドヴィックスカップ2019[7]
- 帯広アイスゴールドカップ2019[8]
- 第11回ミネベアミツミカップ[9]
- 軽井沢国際カーリング選手権大会2019[10]
- U21軽井沢ジュニアチャレンジカップ2019[11]
- 第1回恵仁会ライジングカップ[12]
- Nayoro Mixed Doubles Spiel 2020[13]
- 日本TOPチーム強化試合 in 軽井沢[14]
- ニューイヤーメダリストカーリング in 御代田 2023[15]